# Симон V (Липе)
}}
Симон V фон Липе (на немски: Simon V zur Lippe, * 1471, † 17 септември 1536) от династията Дом Липе е господар на Липе през 1511 – 1536 г., от 1528 г. граф на Липе. По времето на неговото управление в Липе е въведена реформацията.
Симон V е петото дете и най-големият син на Бернхард VII († 2 април 1511) и съпругата му Анна фон Холщайн-Шауенбург († 23 септември 1495), дъщеря на граф Ото II фон Холщайн-Шаумбург († 1464) и графиня Елизабет фон Хонщайн († 1474).
След смъртта на баща му през 1511 г. той поема управлението и през 1528 г. получава титлата имперски граф. Така Господството Липе е издигнато на едно от ок. 140 имперски графства.
След неговата смърт през 1526 г. той наследен от осемгодишния му син Бернхард VIII под надзора на ландграф Филип I от Хесен, граф Адолф фон Шаумбург и граф Йобст II фон Хоя.

## Деца
Симон V се жени на 27 март 1490 г. за Валпурга графиня фон Бронкхорст († 21 декември 1522), дъщеря на рицар Гизберт VII (III) фон Бронкхорст-Боркуло (1444 – 1489) и Елизабет фон Егмонд (1455 – 1539). С нея той има един син:
- Гизберт († 1522)

На 16 март 1524 г. в Детмолд той се жени за Магдалена фон Мансфелд-Мителорт (* ок. 1500, † 23 януари 1540), дъщеря на граф Гебхард VII фон Мансфелд-Мителорт (1478 – 1558) и Маргарета фон Глайхен-Бланкенхайн († 1567). С нея той има децата:
- Маргарета (1525 – 1578), 1565 абатиса на Херфорд, Фрекенхорст и Боргхорст
- Бернхард VIII (1527 – 1563), господар на Липе ∞ 1550 Катарина фон Валдек (1524 – 1583)
- Анна (1529 – 1590) ∞ 1550 Йохан I граф фон Валдек-Ландау (1521/1522 – 1567)
- Херман Симон (1532 – 1576), граф на Щернберг и Пирмонт ∞ 1558 Урсула фон Пирмонт и Шпигелберг († 1583)
- Магдалена († 12 януари 1604), абатиса на Херфорд 1586
- Агнес (1535 – 1610) ∞ 1567 Дитрих фон Плесе († 1571), II: 1578 Абундус Шлик († 1589), граф фон Басано и Вайскирхен